# Centrum Warenhaus (Prager Straße)

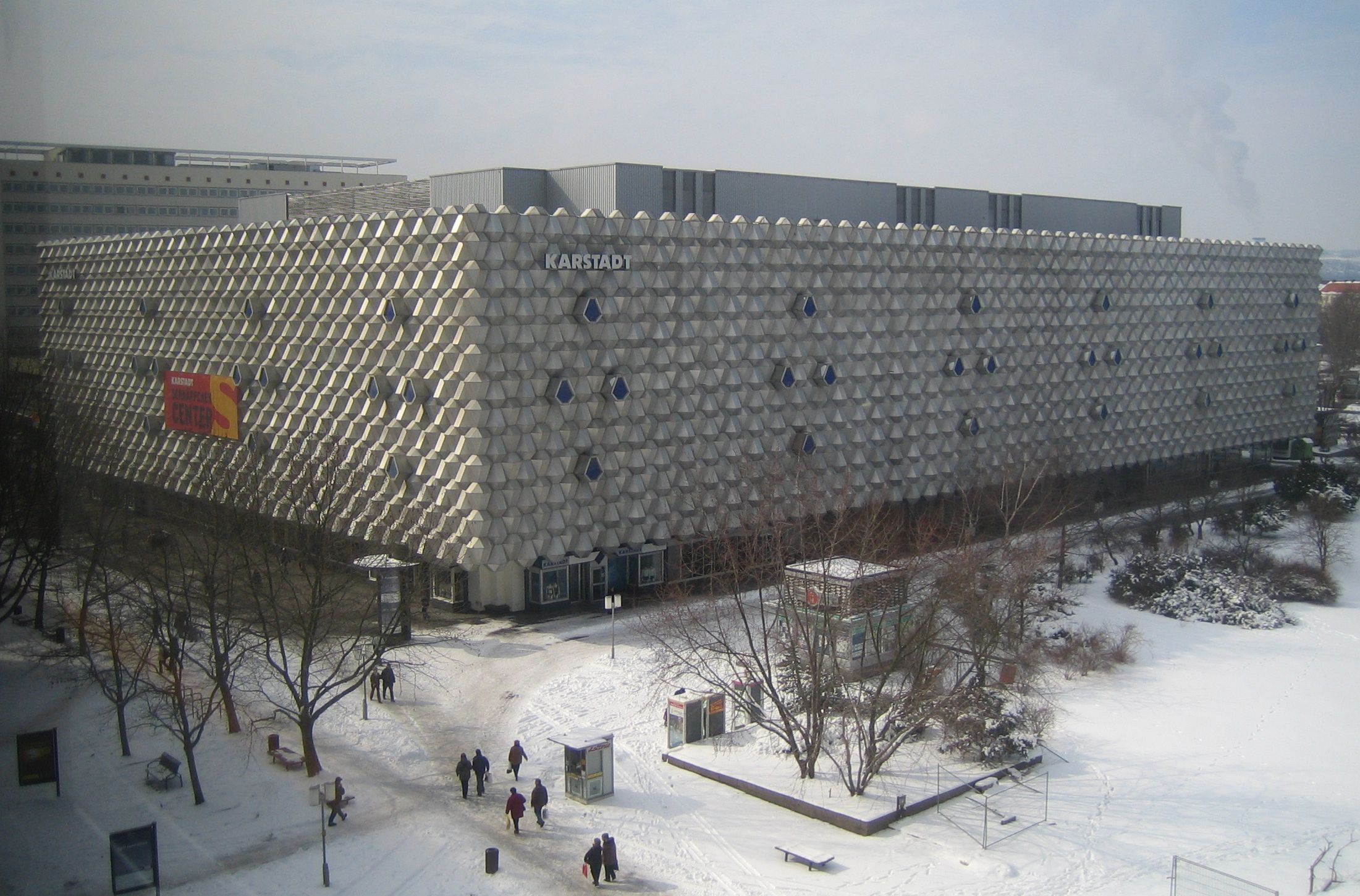
Das Warenhaus mit Karstadt als Mieter im März 2006

Das Centrum Warenhaus Dresden war ein Kaufhaus der Centrum Warenhaus an der Prager Straße 17 in Dresden. Das Gebäude  war ein „klassisches Beispiel der DDR-Moderne“. Bemerkenswert war die wabenförmig-stachelige Fassade, die sich an der Warenhausarchitektur der Horten-Kachel-Ära orientierte.

## Beschreibung

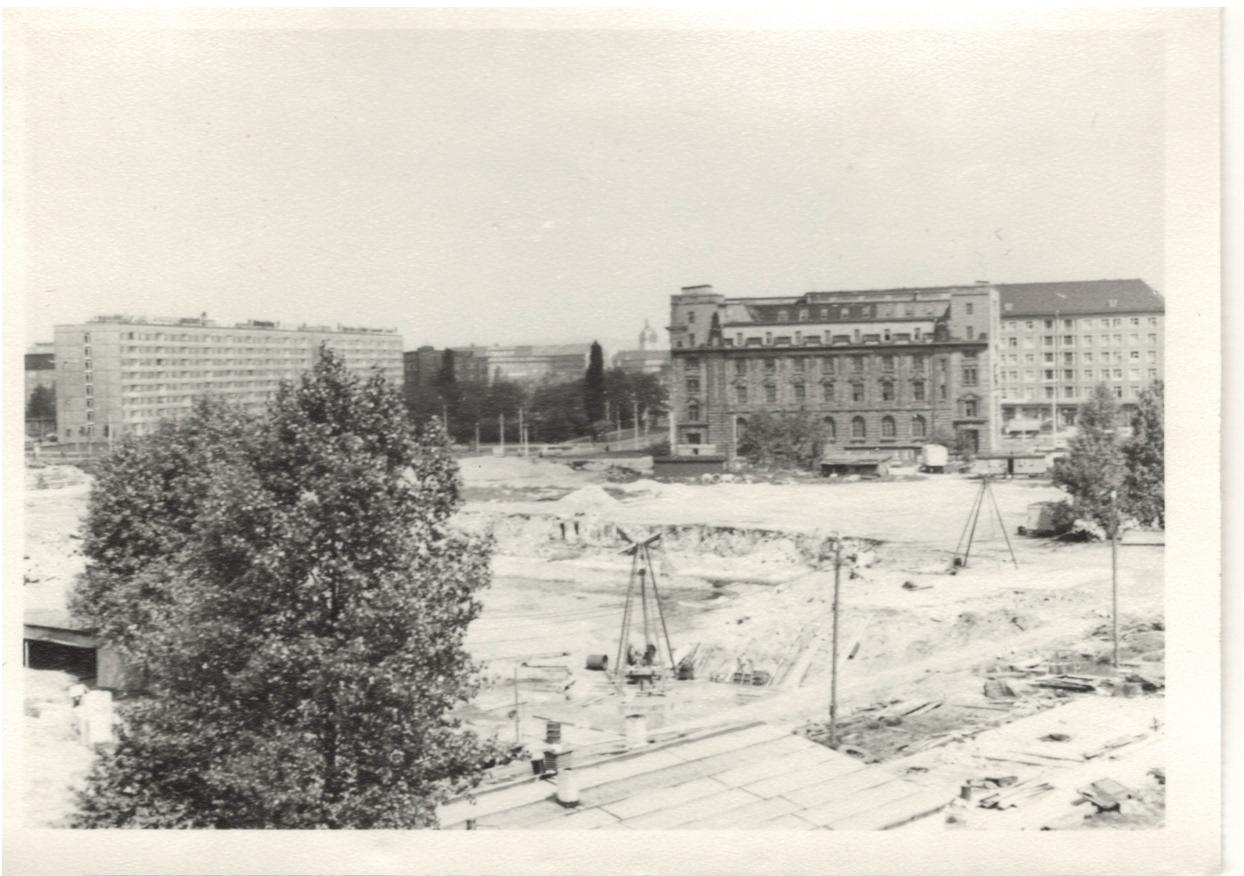
Bauplatz des Centrum Warenhauses im März 1968: Der Aushub der Baugrube wurde wenige Wochen danach wieder eingestellt

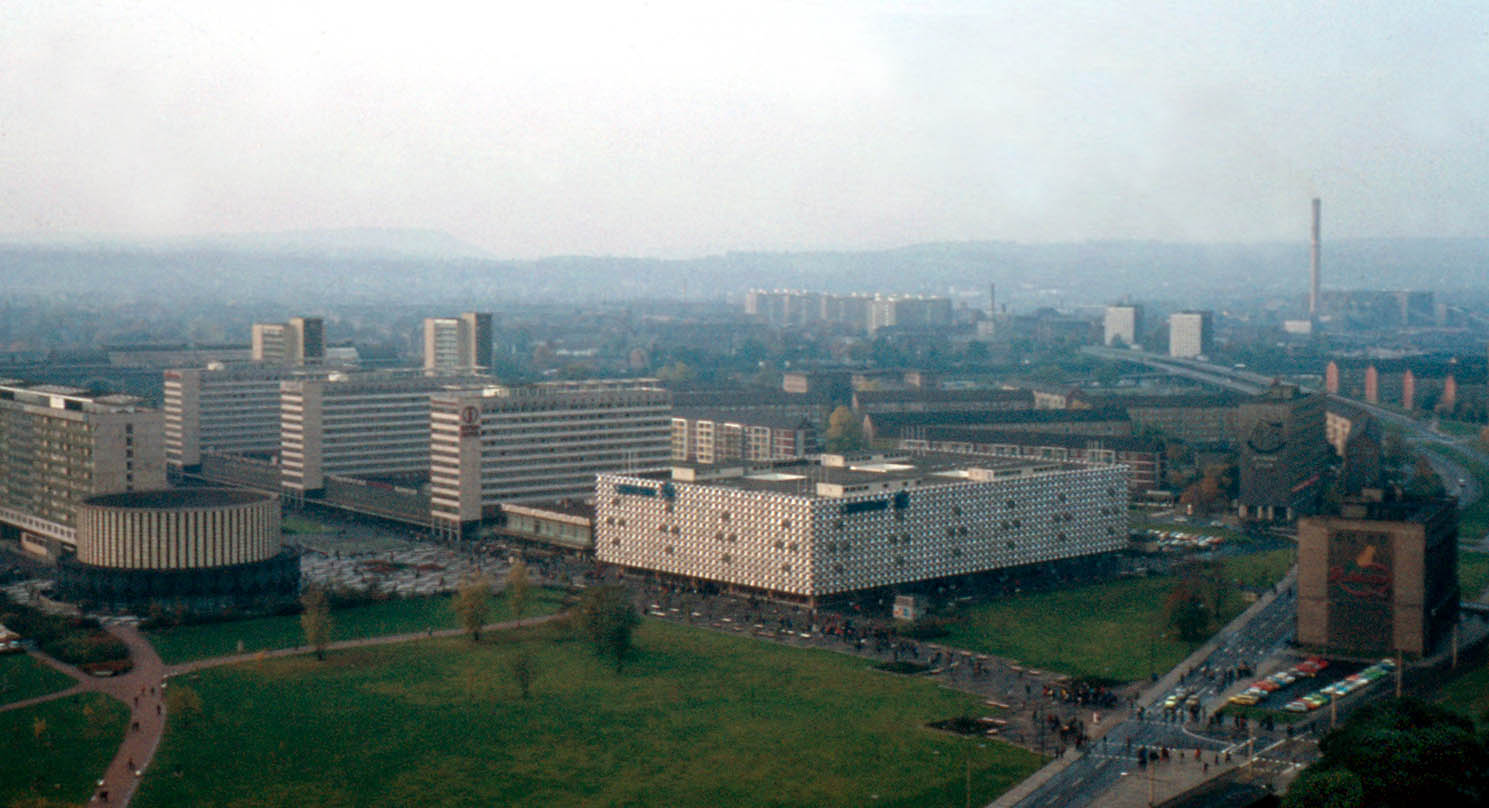
Das Kaufhaus umgeben von Brachen, Situation um 1980

Das Kaufhaus wurde von 1968 bis 1970 von Ferenc Simon und Ivan Fokvari projektiert und von 1973 bis 1978 errichtet. Es hatte ca. 10.400 Quadratmeter Verkaufsfläche, mehr als 50.000 Artikel, täglich rund 60.000 Kunden und ca. 1.000 Beschäftigte.
Auf die Gestaltung der expressiv kristallinen Aluminium-Fassade („Silberwürfel“) wurde besonders viel Wert gelegt. So wurden die drei Obergeschosse mit einer aus eloxierten Aluminiumelementen montierten Fassade behangen. Silberfarbene Waben bildeten eine „ornamentale Textur“ und verkleideten den Kubus. Kaufhäuser in dieser Silbermode gab es auch in Frankfurt am Main und Leipzig, die sogenannte Blechbüchse am Brühl.

## Rezeption

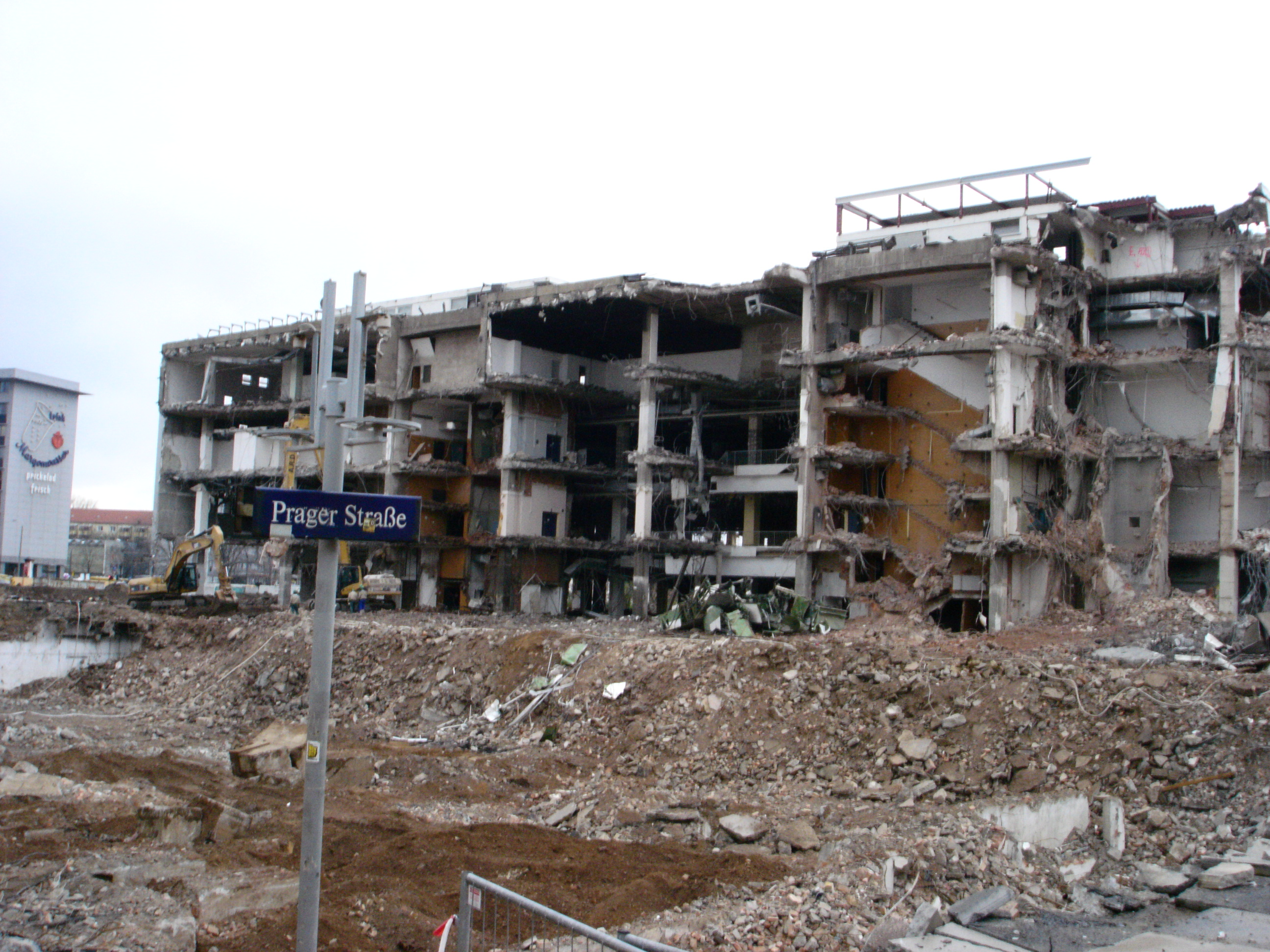
Fortschritt der Abrissarbeiten

Das Gebäude wurde 2007 für den Neubau der Centrum-Galerie abgebrochen, die im Herbst 2009 eröffnet wurde. Der Abbruch des Centrum Warenhaus wurde kontrovers diskutiert. Unter anderem wurde darin der „Verlust eines der eigenwilligsten DDR-Nachkriegsbauten“ gesehen: „Gerade weil es so unangepasst daneben stand, auch in seiner nicht Sandstein-konformen Materialität stellte es ein wichtiges Zeugnis einer (heute) nicht verstandenen 70er Jahre-Architektur dar.“
Der Abriss wurde kritisiert, da das Centrum-Warenhaus neben dem Kulturpalast und dem Rundkino Dresden als identitätsstiftendes Gebäude der Dresdner Moderne aufgefasst wird. Im Gegensatz zu diesen beiden wurde das Centrum-Warenhaus nicht unter Denkmalschutz gestellt. Neben dem Warenhaus wurde auch ein ursprüngliches Restaurantgebäude abgerissen.